# Xã Prairie, Quận Tipton, Indiana
Xã Prairie (tiếng Anh: Prairie Township) là một xã thuộc quận Tipton, tiểu bang Indiana, Hoa Kỳ. Năm 2010, dân số của xã này là 1.140 người.